# PRESENT (JUJUの曲)
「PRESENT」（プレゼント）は、JUJUの11枚目のシングル。2009年11月25日発売。発売元はソニー・ミュージックアソシエイテッドレコーズ。

## 収録曲
1. PRESENT - 4:19
  - 作詞：usewax／作曲：RYLL、usewax／編曲、ストリングスアレンジ：RYLL／ストリングスアレンジ：村田泰子
2. Everything Was You - 5:14
  - 作詞・作曲：E-3／インストゥルメンツアレンジ：Alec Shantzis
3. Ex-Factor - 4:56
  - 作詞・作曲：Lauryn Hill、Alan Bergman、Marilyn Bergman、Marvin Hamlisch、Wu-Tang Clan（Robert Diggs、Gary Grice、Russell Jones、Chifford Smith、Corey Woods、Dennis Coles、Jason Hunter、Lamont Hawkins）
4. PRESENT -Instrumental- - 4:18

## タイアップ
PRESENT
- ウォルト・ディズニー・ジャパン配給映画「Disney's クリスマス・キャロル」イメージソング
- エムティーアイ「music.jp」CMソング